# 普拉 (卡利亚里广域市)

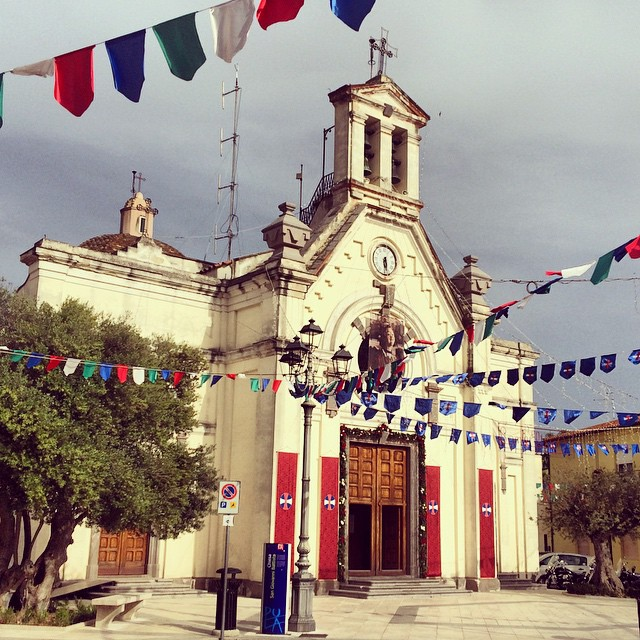
教堂

普拉（義大利語：Pula）是意大利撒丁大区卡利亞里廣域市内的市镇，位于大区首府卡利亚里西南约25公里处。面积为138.7平方公里，人口数量为7,350人（2017年）。
普拉是一个度假区，有众多的旅馆和海滩。市镇内有一个古城遗址，为岛上重要考古遗址之一。